# قلعه علیا
قلعه علیا یکی از روستاهای استان آذربایجان شرقی است که در دهستان اوجان غربی بخش مرکزی شهرستان بستان‌آباد واقع شده‌است.این روستا ۳۲۵ نفر جمعیت دارد.